# طیب شرافتی
طیب شرافتی (زاده ۱۳۲۹، تهران) بازیگر سینمای اهل ایران است.

## سینما
- عطش(۱۳۸۱)
- تکیه بر باد (۱۳۷۹)
- زخمی (۱۳۷۶)
- عقرب(۱۳۷۵)
- گروگان(۱۳۷۴)
- نیش(۱۳۷۳)
- آواز تهران(۱۳۷۰)
- دستمزد(۱۳۶۸)
- زرد قناری (۱۳۶۷)
- شب حادثه(۱۳۶۷)
- گمشدگان(۱۳۶۶)
- جدال در تاسوکی(۱۳۶۵)
- ماموریت(۱۳۶۵)
- گردباد(۱۳۶۴)
- شب شکن(۱۳۶۳)